# شهرداری اولاد شبل
شهرداری اولاد شبل (به عربی: بلدية أولاد شبل) یک شهرداری در الجزایر است که در Birtouta District واقع شده‌است. شهرداری اولاد شبل ۱۶٬۳۳۵ نفر جمعیت دارد.